# アンディ・リクター
アンディ・リクター（Andy Richter, 1966年10月28日 - ）は、アメリカ合衆国出身の俳優である。

## 出演作品

### テレビ
- 宇宙人ネッドのトークショー
- BONES - 骨は語る -
- CHUCK/チャック
- 名探偵モンク6
- スター・ウォーズ/ロボットチキン エピソード2
- 30 ROCK/サーティー・ロック
- 5つ子はティーンエイジャー（ボブ・チェイス）

### 映画
- 屋根裏のエイリアン（ネイサン・ピアソン）
- ザ・ペンギンズ from マダガスカル（モート）
- マダガスカル2（モート）
- マダガスカル（モート）
- 俺たちダンクシューター（ボビー・ディー）
- タラデガ・ナイト オーバルの狼
- ニューヨーク・ミニット
- エルフ ～サンタの国からやってきた～
- セレブな彼女の落とし方
- 最'新'絶叫計画（ハリス神父）
- Dr.Tと女たち（イライ）
- ピンク・ピンク・ライン